# Matteo Morelli
Matteo Morelli (Napoli, 2 gennaio 1995) è un pallanuotista italiano, centrovasca della Canottieri Napoli.

## Biografia
Matteo Morelli è figlio e nipote d'arte: il padre Mario e il nonno Maurizio hanno rappresentato precedentemente i colori giallorossi, indossando la calotta numero 6, con i quali hanno raggiunto la promozione in serie A1.  
Nel 2014 si è trasferito negli Stati Uniti per studiare alla University of Southern California, a Los Angeles, giocando con la squadra di pallanuoto collegiale del prestigioso ateneo, i Trojans. Nel 2023, dopo 9 anni, è rientrato in Italia e tra le file della Canottieri Napoli. 